# 布拉希萊克鎮區 (阿肯色州克羅斯縣)
布拉希萊克鎮區（英語：Brushy Lake Township）是位於美國阿肯色州克羅斯縣的一個行政鎮區。

## 地方資料
布拉希萊克鎮區的面積為141.72平方千米，當中陸地面積為141.38平方千米，而水域面積為0.34平方千米。根據2010年美國人口普查的數據，當地共有人口339人，而人口密度為每平方千米2.39人。